# Égypte aux Jeux mondiaux de 2017
Cet article contient des informations sur la participation et les résultats de l' Égypte aux Jeux mondiaux de 2017 à Wrocław en Pologne.

## Médailles

### Or
| Sport             | Discipline | Sportifs |
| Médaille d'or : 0 |            |          |

### Argent
| Sport                  | Discipline            | Sportifs      |
| Médailles d'argent : 2 |                       |               |
| Sumo                   | Hommes - Poids moyens | Misbah Hossam |
| Sumo                   | Hommes - Poids lourds | Ramy Belal    |

### Bronze
| Sport                  | Discipline       | Sportifs     |
| Médaille de bronze : 1 |                  |              |
| Billard                | Billard français | Sameh Sidhom |